# Letteratura finlandese
La letteratura finlandese non ha origini antiche e molti dei testi classici furono scritti per acquisire o affermare un'identità nazionale. Ciò è legato alla tumultuosa storia del paese scandinavo, indipendente dal 1917, in cui per secoli la lingua ufficiale è stata diversa da quella in uso tra la popolazione.

## Dagli albori al XVIII secolo
La forma scritta della lingua finlandese è relativamente recente, per cui non esiste alcuna letteratura risalente ad un'epoca antecedente al Medioevo. Testi come la Bibbia e il codice delle leggi erano infatti scritti unicamente in latino, in svedese o in altre lingue europee come il francese o il tedesco.
Il finlandese scritto fu essenzialmente introdotto dal vescovo riformatore luterano Mikael Agricola (1510-1557). La sua opera principale fu la traduzione del Nuovo Testamento, compito completato nel 1548.

## XIX secolo
Sin dal Medioevo il finlandese era ricco di folklore. Centinaia di antichi poemi popolari sono stati raccolti a partire dal 1820. Molti di questi sono stati pubblicati come Gli antichi poemi dei Finnici. È una raccolta colossale che consiste di 27.000 pagine e 33 volumi.
Il poema epico più noto è senza dubbio il Kalevala. Considerato l'"epopea nazionale finlandese", è stato attribuito a Elias Lönnrot che raccolse la tradizione orale ancora esistente all'epoca, soprattutto nella storica regione della Carelia. Inizialmente pubblicato nel 1835, divenne un simbolo del nazionalismo finlandese. 
La Finlandia era allora sotto il controllo russo ed era precedentemente stata una colonia svedese. Il Kalevala fu quindi accolto come preservazione dell'antica identità finlandese.
Il primo romanzo pubblicato in finlandese fu Sette fratelli (1870) di Aleksis Kivi, ancora considerato uno dei capolavori della letteratura nazionale. Come nel resto d'Europa, la popolarità dei romanzi fu profondamente legata all'industrializzazione anche in Finlandia: in Sette fratelli il tema, comune nella locale letteratura, fu proprio la sopravvivenza dei "barbari" abitanti delle campagne nella moderna civiltà urbana in espansione.

## XX secolo
La Finlandia raggiunse l'indipendenza nel 1917, poco prima della guerra civile che contrappose punaiset a valkoiset. Come in molti altri casi simili, anch'essa fu descritta in letteratura: una delle opere da ricordare in tal senso è certamente Eredità umile, scritta nel 1919 da Frans Eemil Sillanpää. L'autore fu uno dei leader letterari degli anni trenta ed è stato il primo finlandese a vincere il Premio Nobel (1939).
Altre opere di rilievo nel panorama letterario finlandese includono Michele il finnico e Il rinnegato del sultano di Mika Waltari. 
Sinuhe l'Egiziano, suo romanzo più noto, risultò lungamente il testo più venduto in patria ed anche la versione tradotta in lingua inglese si rivelò un best seller negli USA. 
Tra gli autori emersi nel XX secolo, da annoverare anche la poetessa Edith Södergran, Erno ed Arto Paasilinna.

## XXI secolo
Nel corso del XXI secolo si è distinto Riku Korhonen, primo scrittore finlandese ad aggiudicarsi il Premio letterario dell'Unione europea nel 2010 col romanzo Lääkäriromaani.
Tra gli autori premiati in patria, occorre citare invece Antti Tuomainen e Johanna Sinisalo. 

## Letteratura in lingua svedese
Anche dopo l'affermazione della lingua finlandese, la lingua svedese ha conservato un ruolo rilevante in Finlandia.
Johan Ludvig Runeberg è stato il più grande scrittore in lingua svedese dell'Ottocento. Il poema di ouverture La nostra terra (dai Racconti dell'alfiere Stål) era concepito come inno nazionale già settant'anni prima dell'indipendenza finlandese.
Tra gli scrittori finlandesi di lingua svedese, vi è inoltre Zacharias Topelius (1818-1898), che ha valorizzato il patrimonio culturale nazionale attraverso i propri racconti.
Le opere più note, scritte in svedese, sono probabilmente i romanzi della serie Mumin di Tove Jansson, resi celebri dalla versione in fumetto o dai derivati cartoni animati.